# Riu Panjshir
El Panjshir, Panjsheer o Panjsher (en persa: دره پنجشير - Dara-ye Panjšēr; literalment vall dels cinc lleons, o Panjshir Rud, riu dels cinc lleons) és un riu de l'Afganistan. El riu neix a l'Hindu Kush i corre cap al sud desaiguant al riu Kabul a Sarobi; prop de la desembocadura es va construir vers 1955 un embassament que abasteix d'aigua a Kabul. La vall del riu és un pas tradicional dels nòmades que passen l'hivern al sud cap a Jalalabad (Nangarhar) i l'estiu al nord, al Badakhxan. Li dona nom un poble al peu d'una muntanya on hi ha una rica mina de plata, que fou important a l'edat mitjana i on van encunyar moneda els safàrides, abudawùdides (banidjúrides) i samànides. Des de 1980 fou centre de resistència islamista al govern de Kabul. Avui dia dona nom també a una província de Panjshir de l'Afganistan creada l'abril del 2004 que és a uns 150 km al nord de Kabul a la vora d'una part de l'Hindu Kush. És una zona fèrtil poblada per unes 300.000 persones la majoria tadjiks. El nom li fou donat per la importància que va tenir pels islamistes la vall en la seva lluita contra el règim progressista.